# Света Параскева (Левкотеа)
Вижте пояснителната страница за други значения на Света Параскева.
„Света Параскева“ (на гръцки: Αγίας Παρασκευής) е късносредновековна православна църква в населишкото село Левкотеа (Хотур), Егейска Македония, Гърция.
Църквата е изградена в 1680 година.